# Stenodontus malaisei
Stenodontus malaisei är en stekelart som beskrevs av Per Abraham Roman 1925. Stenodontus malaisei ingår i släktet Stenodontus och familjen brokparasitsteklar. Arten är reproducerande i Sverige. Inga underarter finns listade i Catalogue of Life.